# Barni Do
Barni Do (cyr. Барни До) – wieś w Czarnogórze, w gminie Plužine. W 2011 roku liczyła 16 mieszkańców.